# Jean Ferdinand Sentelet
Jean Ferdinand Sentelet (Overwinden, 18 juli 1754 - aldaar, 26 november 1829) was een natuurkundige en theoloog, hoogleraar en rector magnificus aan de Rijksuniversiteit Leuven.

## Levensloop
Jean Ferdinand Sentelet was een zoon van Henri Ferdinand Sentelet en Anne Catherine Lowet. Hij studeerde filosofie aan De Lelie, een pedagogie van de artesfaculteit van de Universiteit van Leuven. In 1774 werd hij magister artium. In 1781 promoveerde hij tot licentiaat in de theologie aan dezelfde universiteit. In 1786 werd hij president van het College van Craenendonck en hetzelfde jaar werd hij professor theologie aan het jozefistisch Seminarie-Generaal. 
Sentelet legde zich, na de sluiting van de Leuvense universiteit, toe op de wetenschappen. Tijdens de revolutiejaren vluchtte hij naar Wenen. Na zijn terugkeer werd hij in 1808 benoemd tot professor scheikunde en fysica aan het nieuw gecreëerde Lyceum van Brussel. Hij werd ook hoogleraar aan de faculteit wetenschappen van de Academie van Brussel (Université impériale), een instelling die aan de beste studenten van het Lyceum een attest verleende om aan een van de hogere faculteiten les te volgen. In 1814 werd hij decaan van de faculteit. 
Onder het Verenigd Koninkrijk der Nederlanden werd hij in 1815 lid van de commissie belast met het hoger onderwijs in de Zuidelijke Nederlanden. In 1816 werd hij lid van de Koninklijke Academie voor Wetenschappen en Kunsten.  
In 1817 werd hij hoogleraar experimentele fysica, wiskunde, fysische astronomie en landbouweconomie aan de faculteit wetenschappen van de Rijksuniversiteit Leuven. Hij was er een van de weinige hoogleraren die uit de Zuidelijke Nederlanden afkomstig waren.
In 1819-1820 was Sentelet rector magnificus aan deze universiteit. In 1825 ging hij met emeritaat. Hij was vanaf 1824 bijgestaan en een jaar later opgevolgd door de Luxemburger Michel Gloesener (1792-1876). Deze jonge ambitieuze wetenschapper, was enkele jaren daarvoor in Luik afgestudeerd aan de Rijksuniversiteit Luik.

## Werken
In het kader van zijn activiteiten voor de Koninklijke Academie van Brussel, stelde Sentelet verschillende rapporten op, alleen of samen met anderen. Ze bleven onuitgegeven en berusten in de archieven van deze instelling.
- C. Delaveleye, Inventio fructus ingenii, perfectio tanporit, s.d. Billet cacheté signés. Rapports de J.-B. Van Mons, J.F. Sentelet et Thiery, z.d. - 1 bundel.
- I.E., s.d. Rapports de J.-F. Sentelet, J. Kickx et F.-J. Harbaur (1821). correspondentie, z.d. - 1 bundel.
- Desprets, Description d’un moulin horizontal tournant à tous les vents, s.d..
- Description d’une pompe à double effet inventée et exécutée par J.-B. Desprets, s.d. 3 planches.
- Rapports de C.-F. de Nieuport, J.-F. Sentelet et J.-B. Van MonS (s.d.). Correspondance, 1817. Nouveau rapport de C.-F. de Nieuport (1818). - 1 bundel.
- J. Kickx, Notice sur la découverte du gypse sélénite ou sulfate de chaux cristallisé et d’une argile plastique inconnue jusqu’ici dans le voisinage de cette ville, z.d. Rapporten van J.-F. Harbaur en J.-F. Sentelet (1819). - 1 bundel.
- Rapporten van A. Mann, J.B. Chevalier, F. Du Rondeau, J.B. Van Mons en Sentelet betreffende Disparition et l’Electricité des Nuages, van Godart, (1792; 1817 en z.d.). - 1 bundel.

## Publicaties
- Publice dicta, cum die X Octobr. 1820 Rectoris magnifici munus deponeret, in: Annales anni tertii, inde a die IV a nonas Octobr. anni MDCCCXIX ad diem VI a idus Octobr. MDCCCXX.